# Vidoll

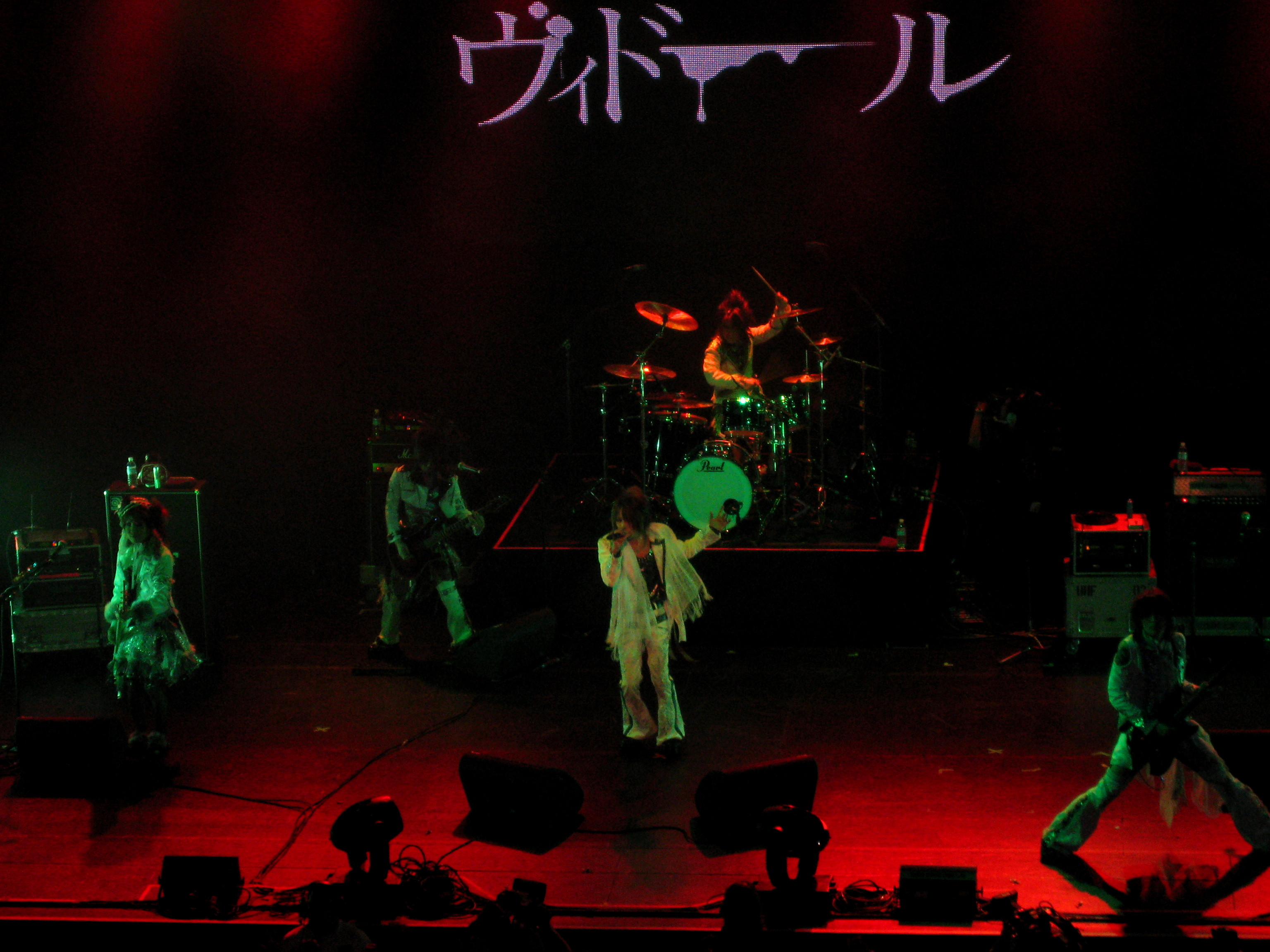
Concierto de Vidoll en 2007

VIDOLL (ヴィドール) fue una banda Visual kei japonesa bajo el sello independiente "Under Code Productions".
El nombre Vidoll es un juego de palabras. Escrito fonéticamente, el nombre puede tener múltiples significados, ejemplos de esto pueden ser vistos en una editorial mensual por los miembros de la banda en la Revista SHOXX, llamada ヴィドールの[美]微doll (Vidoll no Bidoll). V y B se pronuncian de la misma forma en japonés. El símbolo 美 (belleza) se cruza con el símbolo 微 (delicado, minucioso, insignificante) reemplazándolo. 人形 (ningyou) significa muñeca o marioneta. 
Sólo cambiando los caracteres utilizados para escribir el nombre, puede significar “Hermosa Muñeca” o “Insignificante Marioneta.” Ambos temas (y el juego de palabras en general) se reflejan en sus letras, lanzamientos y nombres de los tours.

## Miembros
- Jui (ジュイ) Vocalista
- Rame (ラメ) Bajista
- Shun (シュン) Guitarrista
- Giru (ギル) Guitarrista
- Tero (テロ) Baterista

## Miembros que formaron la banda
- Ayano-Guitarra (abandonó el 30 de agosto de 2003)
- Yukine-Guitarra (última actuación el 26 de junio de 2005)
- HIDE-Guitarra (se unió el 9 de julio de 2003, última actuación el 26 de junio de 2005)

## Historia
El 2 de febrero de 2002, Vidoll fue formado por Rame (Eze:quL), quien reclutó a los otros miembros empezando por Tero. Jui estaba anteriormente en Luinspear, quién se separó cuando Ruka dejó la banda para unirse a Nightmare como su baterista. Ayano estaba en Miserable.
Vidoll firmó con el sello discográfico de Kisaki, Matina, en el 2002. Para su primer lanzamiento, en lugar de lanzar un álbum, Vidoll lanzó dos miniálbumes el 21 de julio de 2002, “Face Mayura” y “Face Pisaroto”. La combinación de las ilustraciones de las versiones de ambos álbumes forma una sola imagen.
Mientras estaban en Matina, Vidoll también lanzó su primer sencillo, “Occult Proposal”, comenzando una tradición de lanzamientos de sencillos en los días navideños, y contribuyendo a la compilación de varios CD Ómnibus (varios artistas). Después de que Matina cerrara, Vidoll inmediatamente firmó con el nuevo sello discográfico de Kisaki, Under Code Production, el 1 de marzo de 2003.

## 2003
Matina (una discográfica independiente que fue el lugar de nacimiento de varias bandas que actualmente están en sellos Majors) se disolvió.Kisaki pronto formó una pequeña discográfica en marzo de 2003, Under Code Production.
El siguiente doble lanzamiento de Vidoll, dos Maxi-singles, "if... rebotomin (Y LV25 25) 475mg" y "if... torikabuto (shikibetsu code nashi) 120mg," fue lanzado el 14 de marzo de 2003. La primera impression de 3000 CD se vendieron rápidamente, y el 29 de abril "if... yakubutsu ranyou bokumetsu campaign" fue lanzado, el cual contuvo algunas de las canciones de lanzamientos anteriores así como una nueva canción. Este segundo lanzamiento fue seguido de cerca por el éxito en su primer tour nacional (Japón), el que empezó el 17 de marzo y terminó con su primer one man el 26 de abril con un total de 14 shows. (Un one-man-live es un concierto donde no hay acto de apertura, y solo una banda toca, es un marcador del éxito de la banda.)
El 30 de mayo, la banda lanzó un DVD con 4 PVs (Videos Musicales) llamado “Doll Mansion 209 goushitsu” (ドールマンション209号室). La banda continuó actuando, y comenzó un segundo tour nacional con Kalimero del 4 de agosto al 30 de agosto con un total de 17 shows.
El guitarrista Ayano dejó la banda el día después de que terminara su último tour, el 30 de agosto, oficialmente por "diferencias musicales". Hide (formador de "Vanilla") se unió como nuevo guitarrista el 7 de septiembre.
El 8 de octubre la banda empezó un tour de 10 fechas, esta vez con Gazette, finalizando con una actuación two-man el 13 de noviembre. El 19 de diciembre, Vidoll lanzó un one-man en Shibuya O-West, actuando frente a 650 personas.

## 2004
En 2004 la banda continuó el tour. Su one-man el 19 de marzo en Shibuya O-WEST tuvo la atención de 650. Después de un tour de 6 shows en mayo, la banda empezó un tour nacional de 9 shows titulado "Ningyou geki" en junio.
El 10 de marzo, el sencillo "Wagahai wa, Korosuke Nari..." fue lanzado. Esta primera edición estuvo limitada a 10 000 y solamente disponible a través de compra por correo. Este lanzamiento se vendería por completo y una segunda edición de 10 000 sería lanzada más tarde. El 28 de abril, la discográfica francesa Mabell lanzaría "Bijinkei", un álbum con la compilación de 11 tracks de canciones de Vidoll para el mercado europeo. El 30 de junio, el sencillo “Ningyo” y el DVD “Gyaku” en vivo salen a la venta.
El tour final "Ningyou Enzetsu" se llevó a cabo el 11 de septiembre frente a una audiencia de 900, y fue la parada final en su one-man tour. Una copia especial de “Romanesque Gothic” fue lanzado con un cover especial (todo negro). La primera edición (cover rojo) salió a la venta el 29 de septiembre, junto con la segunda edición de “Waghai wa, Korosuke Nari...". Un DVD en vivo del evento salió a la venta el 17 de noviembre, "Ningyou Enzetsu 2004.9.11 Liquidroom Ebisu".
Hacia final del año, varios actuaciones one-man fueron llevadas a cabo y el 15 de diciembre "Mukashi Natsukashi Ningyoushuu~Sono Ichi" y "Mukashi Natsukashi Ningyoushuu~Sono Ni" fueron lanzados. Estos dos miniálbumes tenían nuevas grabaciones de canciones previamente vendidas en otros lanzamientos. Ese día, el DVD "Ningyoukai PV" (conteniendo dos videos musicales) también fue lanzado.